# Nusser See
Der Nusser See, auch Ritzerauer See (nicht zu verwechseln mit dem weiter nördlich gelegenen Ritzerauer Hofsee), ist ein See bei Nusse auf dem Gemeindegebiet von Ritzerau im Kreis Herzogtum Lauenburg. 
Der ca. 10 Hektar große See wird durchflossen von der Wohldbek, die im Koberger Wald bei Walksfelde entspringt und ihr Wasser über den Ritzerauer Mühlenbach weiter in die Steinau abführt. Der See entstand am Ende der Weichseleiszeit durch das Wasser abschmelzender Gletscher. Über Jahrhunderte war er wie Nusse und Ritzerau im Besitz der Hansestadt Lübeck und wurde zusammen mit dem Hof Ritzerau verpachtet; im frühen 19. Jahrhundert galt er als ziemlich fischreich. Er ist heute eine wichtige Verbindung zwischen den Naturschutzgebieten Hevenbruch und Ritzerauer Hofsee und Duvenseebachniederung.
Der See hat eine Badestelle am Ostufer und wird vom Nusser Angelverein befischt.